# Кубулкут
Кубулкут (рум. Cubulcut) — село у повіті Біхор в Румунії. Адміністративно підпорядковане місту Секуєнь.
Село розташоване на відстані 440 км на північний захід від Бухареста, 34 км на північний схід від Ораді, 123 км на північний захід від Клуж-Напоки.

## Населення
За даними перепису населення 2002 року у селі проживали 948 осіб.
Національний склад населення села:
| Національність | Кількість осіб | Відсоток |
| -------------- | -------------- | -------- |
| угорці         | 766            | 80,8%    |
| цигани         | 180            | 19,0%    |

Рідною мовою назвали:
| Мова      | Кількість осіб | Відсоток |
| --------- | -------------- | -------- |
| угорська  | 766            | 80,8%    |
| циганська | 180            | 19,0%    |